# هاريس إنجلش
هاريس إنجلش (بالإنجليزية: Harris English)‏ هو لاعب غولف أمريكي، ولد في 23 يوليو 1989 في فالدوستا في الولايات المتحدة.

## وصلات خارجية
- هاريس إنجلش على موقع رابطة لاعبي الغولف المحترفين (الإنجليزية)
- هاريس إنجلش على موقع التصنيف العالمي الرسمي للغولف (الإنجليزية)